# 공태랑 나가신다!
《공태랑 나가신다!》(일본어: コータローまかりとおる! 고타로 마카리토루![*])는 히루타 다쓰야의 만화로 1982년부터 1994년까지 주간 소년 매거진에 연재되었다. 후에 영화, 소설로도 만들어졌으며, 속편격인 《신 공태랑 나가신다! 유도편》,《공태랑 나가신다! L》이 있다.

## 개요
히루타 다쓰야의 데뷔작인 독절판《공태랑 나가신다!》를 토대로 《주간 소년 매거진》에 1982년 36호부터 1994년 34호까지 연재된 작품이다. 단행본으로는 KC 매거진 코믹에서 전 59권으로 발매했다. 후에 KC 스페셜에 의해 와이드판 전31권과 문고판 16권으로 발매된다.
속편격인 《신 공태랑 나가신다! 유도편》이 연재가된 뒤부터 《구 공태랑》으로도 불리고 있다.
1986년 제10회 고단샤 만화상 소년부분에 올랐다.
도쿄 돔 주변 부지내의 학생수 2만을 자랑하는 만모스 고교 사립 학봉학원을 무대로 이야기가 펼쳐진다. 학교를 배경으로 하지만, 수업을 하는 장면은 없다.
연재 시작시기에는 학원물 하나의 장르에 불과했지만, 점차 격투, 개그, 러브코메디, 우정 등 심지어 밴드 등을 다루면서 특정 장르로 분류하는 것이 어려운 작품으로 변모해 갔다.
《신》,《L》이라는 속편물이 있지만, 작중의 복선 다수는 속편으로 이어지지 않기 때문에 연재된 7부까지를 한편으로 보아야 한다. 또, 1부에서 7부까지 각 부를 하나의 완결로 보기도 한다.
제3부 연재시기인 1984년 영화로 제작되기도 했다. 주인공 공태랑 역은 구로사키 히카루가 맡았으며, 마유미 역은 지하라 마리가 하였다.